# پول (رمان)
پول (انگلیسی: L'Argent) رمانی است از نویسنده، روزنامه‌نگار و نمایش نامه نویس فرانسوی، امیل زولا، این اثر که هیجدهمین کتاب از مجموعهٔ ۲۰جلدی روگن ماکار است، در سال ۱۸۹۱ منتشر گردید، هدف زولا از انتشار این داستان نشان دادن اثرات وحشتناک از حدس و گمان جعلی، ارتقاء شرکت‌ها، غفلت و قصور مدیران متخلف شرکت‌ها و در نهایت ناتوانی قوانین مالی و اقتصاد امپراتوری فرانسه آن زمان که در پاریس تجسم یافته بود می‌باشد.
علی‌اکبر معصوم‌بیگی مترجم در مورد این رمان میگوید:
«رمان پول هم به مساله بورس‌بازی، سفته‌بازی، گسترش سرمایه‌داری، سربرآوردن سرمایه در همه اطراف و اکناف فرانسه و اروپا می‌پردازد و حتی تا حدی به بین‌المللی شدن سرمایه هم توجه دارد. همه این ماجراها به گونه‌ای است که گویی زولا دقیقا در سال ٢٠٠٧ ظهور کرده و حباب‌های مالی و ترکیدنشان را دیده و حالا به نوشتن رمان «پول» پرداخته است. رمان این پرسش‌ها را مطرح می‌کند که پول چه نقشی در زندگی دارد و پدیدآورنده خوشبختی است یا بدبختی؟ تمدن‌ساز است یا نابودکننده روابط میان آدم‌ها؟ در انتها زولا پاسخی نمی‌دهد و قضاوت را به عهده خواننده می‌گذارد، چون روش او کنارایستادن و تماشای فعل‌و‌انفعالات است. او در این رمان همچنین به قضیه استعمار خاورمیانه و شرق هم توجه داشته است. زولا در این رمان به جنبه‌ای از زندگی اجتماعی و سیاسی فرانسه که مقارن با سربرآوردن غول سرمایه‌داری است توجه دارد. ازاین‌حیث بین آثار زولا اهمیت «پول» در پرداختن به روابط سرمایه‌دارانه در عصر جدید ممتاز است.»

## دورنمای تاریخی
داستان پول امیل زولا به واسطهٔ ماهیت و چرخهٔ زمانیِ خودش دورنمای تاریخی وسیعی را در خود جای داده که در ذیل به تعدادی از آنها اشاره می‌شود
- حمله فرانسه به مکزیک در فاصله سال‌های (۱۸۶۱–۱۸۶۷)
- ساخت و ساز کانال سوئز و افتتاح آن در سال ۱۸۶۹
- جنگ اتریش و پروس به سال ۱۸۶۶
- سومین دوره از جنگ‌های استقلال ایتالیا به سال ۱۸۶۶
- انتشار کتاب کاپیتال در سال ۱۸۶۷ و ظهور مارکسیسم

در پایان، داستان به مرحلهٔ جنگ فرانسه و پروس در سال‌های (۱۸۷۱–۱۸۷۰) و سقوط امپراتوری دوم فرانسه می‌رسد.

## ترجمه فارسی
این کتاب با نام پول و زندگی توسط انتشارات نگاه با ترجمهٔ علی‌اکبر معصوم‌بیگی به سال ۱۳۷۶ منتشر شد.